# آبهیسیت وجاجیوا
آبهیسیت وجاجیوا (به تایلندی: อภิสิทธิ์ เวชชาชีวะ) (زاده ۳ اوت ۱۹۶۴) بیست و هفتمین نخست‌وزیر کشور تایلند است. او از فوریه سال ۲۰۰۵ رهبری حزب دموکرات این کشور را برعهده داشته‌است. او در نیوکاسل انگلستان به دنیا آمده و دانشگاه آکسفورد تحصیل کرده‌است.

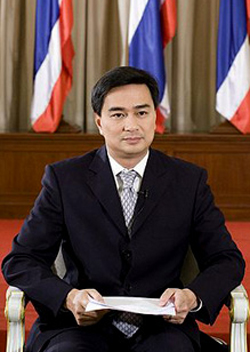